# Лінда Груббен
Лінда Груббен (норв. Linda Grubben; нар. 13 вересня 1979, Ставангер, Норвегія) — норвезька біатлоністка, срібна призерка ЗОІ-2002 в естафеті, дворазова чемпіонка світу та чотириразова призерка чемпіонатів світу. Власниця малого Кришталевого глобуса в індивідуальних гонках сезону 2002/03.
З 12 років Лінда Тйорхом почала займатися біатлоном. Її дебютом став Юніорський чемпіонат світу 1997 року, де вона потрапляла в десятку найкращих. Наступного року вона вже здобула срібло на такому чемпіонаті. Її юніорські успіхи швидко помітили, і в 2000 році вона ввійшла у склад національної збірної. І уже на Олімпіаді в Солт-Лейк-Сіті вона здобуває свою єдину олімпійську нагороду - срібло в естафеті. В наступному сезоні Лінда вперше виграє гонку на етапі КС, а згодом вона стає чемпіонкою світу у естафеті. Вона стабільно потрапляє в двадцятку найкращих, постійно входить до числа фаворитів. ЧС-2007 став найуспішнішим, адже вона здобула повний комплект медалей. Її тренер - Рогер Груббен - стає її чоловіком. За час своєї кар'єри вона виділялася надзвичайно доброю стрільбою - чистою і швидкою, але щодо швидкості вона зазвичай була середняком. Несподівано оголосила про закінчення кар'єри 11 лютого 2007 року.
Виступи на Олімпійських іграх
| Змагання            | Індив. | Спринт | Перес. | Мас-старт | Естаф. |
| ------------------- | ------ | ------ | ------ | --------- | ------ |
| Солт-Лейк-Сіті 2002 | 39     |        |        |           | 2      |
| Турин 2006          | 50     | 19     | 15     | 14        | 5      |

Виступи на Чемпіонатах світу
| Змагання                | Індив. | Спринт | Перес. | Мас-старт | Естаф. | Зм. ест. |
| ----------------------- | ------ | ------ | ------ | --------- | ------ | -------- |
| Осло-Хольменколлен 2000 | 14     |        |        |           |        |          |
| Поклюка 2001            | 40     |        |        |           |        |          |
| Оберхоф 2004            |        | 32     | 28     |           | 1      |          |
| Хохфілцен 2005          | 3      | 19     | 14     | 12        | 5      |          |
| Поклюка 2006            |        |        |        |           | 2      |          |
| Антерсельва 2007        | 1      | 18     | 2      | 6         | 3      |          |

Виступи на етапах Кубка світу
| Результат     | Індивідуальа гонка | Спринт | Гонка переслідування | Мас-старт | Естафета 4х6 км | Всього |
| ------------- | ------------------ | ------ | -------------------- | --------- | --------------- | ------ |
| 1 місце       | 1                  | 3      | 2                    | 2         | 6               | 14     |
| 2 місце       | 1                  |        | 4                    |           | 5               | 10     |
| 3 місце       | 2                  | 2      | 3                    | 2         | 7               | 16     |
| Фініш в 10-ці | 6                  | 18     | 17                   | 7         | 31              | 79     |
| Фініш в очках | 9                  | 39     | 33                   | 15        | 31              | 127    |
| Старти        | 16                 | 52     | 39                   | 15        | 31              | 153    |

(станом на 28.08.2012)
Положення в загальних заліках Кубка світу
| 1999/00 | 59 |
| 2000/01 | 29 |
| 2001/02 | 32 |
| 2002/03 | 18 |
| 2003/04 | 26 |
| 2004/05 | 9  |
| 2005/06 | 14 |
| 2006/07 | 6  |